# Piper nobile
Piper nobile är en pepparväxtart som beskrevs av C. Dc.. Piper nobile ingår i släktet Piper och familjen pepparväxter. Inga underarter finns listade i Catalogue of Life.